# Valli del Pasubio
Valli del Pasubio ist eine nordostitalienische Gemeinde (comune) mit 3059 Einwohnern (Stand 31. Dezember 2023) in der Provinz Vicenza in Venetien. Die Gemeinde liegt etwa 28 Kilometer nordnordwestlich von Vicenza. Bis 1926 hieß die Gemeinde Valli del Signori. Valli del Pasubio grenzt unmittelbar an die Autonome Provinz Trient.

## Verwaltungsgliederung
Zur Gemeinde Valli del Pasubio gehören 3 Fraktionen: Staro, S. Antonio del Pasubio und Valli del Pasubio (Gemeindesitz) sowie 127 Weiler bzw. verstreut liegende Häuser auch als Contrade bezeichnet, in denen etwa die Hälfte der Bevölkerung lebt.

## Verkehr
Valli del Pasubio liegt an der früheren Strada Statale 46 del Pasubio (heute eine Provinzstraße) von Vicenza nach Rovereto.

## Sehenswürdigkeiten
Im Gemeindegebiet von Valli del Pasubio liegen:
- die Strada delle 52 Gallerie ein während des Ersten Weltkrieges von der italienischen Armee in nur 9 Monaten errichteter Saumweg zur Versorgung der italienischen Frontlinie auf dem Monte Pasubio, der mit Hilfe von 52 Tunneln eine Strecke von über 6 km und einen Höhenunterschied von fast 800 m überwindet;
- das Rifugio Achille Papa auf dem Monte Pasubio am Ende der Strada delle Gallerie;
- das Beinhaus am Pasubio in dem über 5000 Gefallene des Ersten Weltkrieges bestattet sind;
- das Forte Monte Maso, eine Befestigungsanlage aus dem Ende des 19. Jahrhunderts
- die Tagliata Bariola, eine Straßensperre aus der gleichen Bauepoche wie das Forte Monte Maso, an der zum Pass Pian delle Fugazze führenden SP 46